# 三道沟满族乡
三道沟满族乡是中华人民共和国辽宁省葫芦岛市兴城市下辖的一个民族乡。

## 行政区划
三道沟满族乡下辖以下村级行政区划单位：
三道沟村、西门村、东门村、汪家村、黑沟村、三道沟里村、戏台村、把家村、头道沟村、凉水泉村和黄崖子村。